# Aneflus rugicollis
Aneflus rugicollis är en skalbaggsart som beskrevs av Linsley 1935. Aneflus rugicollis ingår i släktet Aneflus och familjen långhorningar. Inga underarter finns listade i Catalogue of Life.